# Jozefina Topalli
Jozefina Çoba Topalli, född 26 november 1963 i Shkodra, är en albansk politiker inom Albaniens demokratiska parti. Topalli var talman för Albaniens parlament från den 3 september 2005 till den 10 september 2013. Hon var parlamentsledamot från september 1997 till september 2017.[källa behövs]